# Championnat de La Réunion de football 1982
Navigation
DH 1981 DH 1983
Le Championnat de La Réunion de football 1982 ou DH 1982 était la 33e édition de la compétition. Il a été remporté par la SS Saint-Louisienne.

## Classement
| Rang | Équipe                  | Pts | J  | G  | N | P  | Bp | Bc | Diff |
| ---- | ----------------------- | --- | -- | -- | - | -- | -- | -- | ---- |
| 1    | SS Saint-Louisienne     | 52  | 22 | 12 | 6 | 4  | 31 | 18 | +13  |
| 2    | CS Saint-Denis          | 49  | 22 | 11 | 5 | 6  | 33 | 20 | +13  |
| 3    | SS Patriote             | 49  | 22 | 9  | 9 | 4  | 33 | 24 | +9   |
| 4    | JS Saint-Pierroise      | 49  | 22 | 10 | 7 | 5  | 26 | 17 | +9   |
| 5    | SS Saint-Pauloise T     | 48  | 22 | 9  | 8 | 5  | 39 | 26 | +13  |
| 6    | FC Ouest                | 48  | 22 | 9  | 8 | 5  | 38 | 28 | +10  |
| 7    | US Bénédictine          | 44  | 22 | 9  | 5 | 8  | 35 | 34 | +1   |
| 8    | US Saint-André Léopards | 41  | 22 | 7  | 5 | 10 | 41 | 36 | +5   |
| 9    | AS Saint-Philippe P     | 39  | 22 | 5  | 7 | 10 | 32 | 37 | -5   |
| 10   | CS Sainte-Marie         | 38  | 22 | 6  | 4 | 12 | 27 | 40 | -13  |
| 11   | RC Saint-Pierre P       | 41  | 22 | 6  | 4 | 12 | 26 | 53 | -27  |
| 12   | SS Jeanne d'Arc         | 30  | 22 | 2  | 6 | 14 | 27 | 52 | -25  |